# Nacionalismo étnico
Nacionalismo étnico ou etnonacionalismo é uma forma de nacionalismo onde a 'nação' é definida em termos de etnicidade. Esse tipo de nacionalismo tem como ênfase uma abordagem etnocêntrica aplicada às questões sociais e políticas que afirme a legitimidade nacional de determinado grupo étnico acima dos demais.
Esse tipo de nacionalismo inclui elementos de descendência compartilhada das gerações anteriores e uma homogeneização cultural, social e linguística. Sua essência é baseada na compreensão da etnicidade como algo primordial e imutável ao longo do tempo. O princípio central dos nacionalistas étnicos é definido por uma herança comum, que engloba idioma, religião, cultura e ancestralidade étnica. Aqueles de outras etnias podem ser considerados cidadãos de segunda classe, em contraste com uma definição puramente cultural ou linguística de "nação".

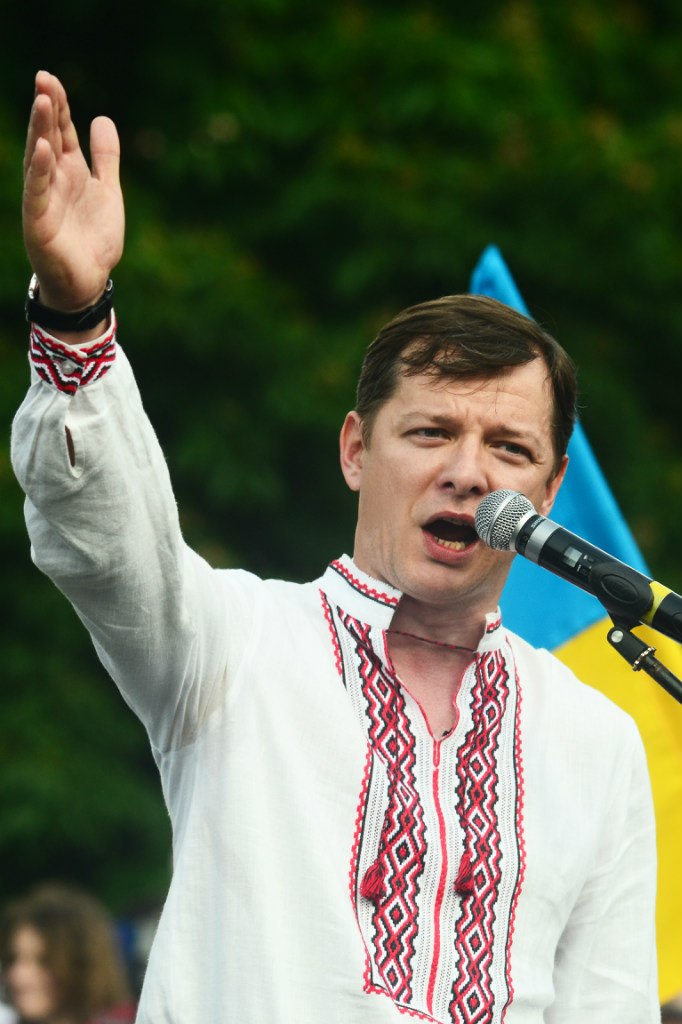
Político ucraniano Oleh Ljashko em manifestação etnonacionalista durante o Euromaidan

O Império Otomano e os Estados Unidos são exemplos de estados poliétnicos em que a nação é definida por seu território geográfico, enquanto Israel é exemplo de uma etnocracia. Os pesquisadores de estudos da diáspora ampliam o conceito de "nação" para as comunidades diaspóricas. Diáspora é um termo utilizado para definir deslocamento de pessoas para outra região - podendo ser incentivado ou forçado pelo Estado, em que a comunidade dispersa mantém conexões significativas entre si e com o local de origem. Em termos gerais, pode significar a dispersão de qualquer nação ou etnia pelo mundo. Estudiosos sobre diáspora estendem esse conceito não-geográfico de nação entre comunidades diaspóricas, às vezes usando o termo etnonação ou etnonacionalismo para descrever um conceito coletivo de etnias dispersas.
O termo nação é usado para se referir a algum grupo de pessoas que possuem laços comuns, etnia, língua, cultura, história e território geográfico, frequentemente, com um governo exercendo soberania como forma de poder. Assim, ao estender o conceito de nação para as diásporas, os estudiosos buscam reconhecer a importância dos laços transnacionais e da expressão de identidades que se formam nessas comunidades, contribuindo ativamente para o desenvolvimento cultural, econômico e político tanto do país de origem quanto do país de acolhimento.
O termo “etnoestado branco” refere-se a um tipo de Estado que restringe a sua presença exclusivamente a um grupo étnico branco, ao mesmo tempo que marginaliza outras comunidades. Exemplos históricos incluem a era do apartheid na África do Sul e as políticas de segregação nos Estados Unidos até meados da década de 1960, durante as quais grupos como a Ku Klux Klan promoveram a supremacia branca. Já o apartheid na África do Sul segregou e marginalizou a população não branca em "bantustões'' - territórios limitados aos negros - para promover a segregação racial.

## Histórico
Heródoto foi o primeiro que estabeleceu as principais características de etnicidade, com a sua famosa obra onde define a identidade grega, citando a "descendência" (Grego: ὅμαιμον - homaimon, "do mesmo sangue"), a linguagem (ὁμόγλωσσον - homoglōsson, "falantes da mesma língua"), os modos e costumes ( ὁμότροπον - homotropon, "mesmos hábitos ou vida").
No século XIX, com a ascensão da disciplina de filologia, em especial os estudos indo-europeus das origens dos povos, os projetos nacionalistas tomaram corpo à medida que a visão de nações  como unidades sociais, linguísticas e culturais se estabeleceu. Fundamentalmente começou a interpretar-se marcos específicos para cada nação como seu evento fundador, sustentado em reinos antigos que implicam em uma ancestralidade comum. Como pontua Patrick Geary, “Era fundamental para tais ideologias que fossem vistas como “científicas” e inescapáveis: O indivíduo nascia com uma identidade étnica fixa e determinada.” Por exemplo, a reconquista da Alsácia-Lorena na guerra franco-prussiana foi justificada pelo historiador alemão Theodore Mommsen, à época, devido à origem germânica da população das regiões, que eram falantes de alemão.
O interesse em estudos de nacionalismos étnicos eleva-se no período entre a Primeira Guerra Mundial e a Segunda Guerra Mundial tanto com o redesenho do mapa político da Europa em fronteiras nacionais, que buscavam seguir divisões étnicas gerais, com a intermediação da Liga das Nações na definição de fronteiras e disputas em parte seguindo divisões étnicas na definição de fronteiras a partir do princípio do direito à autodeterminação dos povos.
Após a Segunda Guerra Mundial, os estudos sobre nacionalismo e seus diversos papéis nas relações internacionais aumentam em diversidade e escala. Na década de 1980, a escola modernista, representada por John Breuilly, Ernest Gellner e Benedict Anderson, emergiu como uma desconstrução polêmica das ideologias nacionalistas, argumentando que as nações eram criações modernas que surgiam a partir da manipulação política de dados culturais preexistentes. Anthony D. Smith defendeu a ideia de que todas as nações têm núcleos étnicos dominantes, mas também reconheceu que o nacionalismo é um fenômeno moderno. Eric Hobsbawm se alinhou aos modernistas, enfatizando que a nação era uma construção moderna e que o nacionalismo não necessariamente se baseava em elementos étnicos. No entanto, Hobsbawm viu o declínio do nacionalismo como um programa político global no início do século XX, mesmo quando novos Estados estavam sendo estabelecidos após a descolonização.

## Características
O princípio político do nacionalismo étnico é que os grupos étnicos podem ser definidos inequivocamente, e que cada um deles tem o direito de autodeterminação. O resultado desse direito a autodeterminação pode variar, da solicitação de corpos auto-administrativos em uma sociedade já estabelecida, para uma entidade autônoma separada da sua sociedade, para um estado soberano removido dessa sociedade. Isso pode levar, também, a políticas e movimentos por irredentismo — para clamar uma nação baseada em sua etnicidade.
Na literatura acadêmica, o nacionalismo étnico normalmente é diferenciado do nacionalismo cívico. O nacionalismo étnico diz que a adesão a uma nação deve acontecer em base na descendência ou na hereditariedade, muitas vezes articulado em cima na ideia de parentesco, em vez de uma adesão política. Portanto, Estados-Nação com fortes tradições de nacionalismo étnico tendem a definir a nacionalidade ou a cidadania por jus sanguinis (a lei do sangue, por descendência duma pessoa dessa nacionalidade) enquanto nações com forte tradição de nacionalismo cívico tendem a definir a nacionalidade por jus soli (a lei do solo, por nascimento dentro do território do referido Estado). O nacionalismo étnico é, portanto, exclusivo, enquanto o nacionalismo cívico tende a ser inclusivo, tendendo a enfatizar a ascendência e a origem comum. Ainda há a comparação sobre a possibilidade de nacionalismos de diferentes tipos levarem a conflitos dadas as capacidades e condições.
De acordo com Jack Snyder, nacionalismos podem ser categorizados entre cívicos, étnicos, revolucionários e contrarrevolucionários a partir das seguintes características: O nacionalismo cívico aborda as políticas externas de forma cautelosa, buscando a inclusão e a coesão interna através de valores democráticos. O nacionalismo étnico é baseado na etnia como característica principal da nação, enfatizando cultura, língua e religião compartilhadas e excluindo outros grupos étnicos. Um Estado nacionalista étnico pode buscar controle e soberania sobre regiões ocupadas por diferentes grupos.
O nacionalismo revolucionário visa propagar a revolução política interna e externamente, o que pode gerar conflitos com oponentes e aumentar a possibilidade de disputas. Por outro lado, o nacionalismo contrarrevolucionário surge quando elites dominantes buscam manter seu poder por meio de exclusão e repressão de grupos considerados ameaças. Já o teórico Anthony D. Smith usa o termo 'nacionalismo étnico' para conceitos de nacionalidade ao contrário da visão ocidental de uma nação definida pelos seus limites geográficos.
Alguns tipos de nacionalismo étnico são enraizados na ideia da etnicidade como uma característica herdada, como por exemplo nacionalismo branco, que por sua vez pode adquirir características pan-nacionais. O Nacionalismo étnico também pode se manifestar como assimilação de grupos minoritários étnicos por um grupo dominante, como a italianização praticada no período de Benito Mussolini. A assimilação pode ser suportada por uma crença em ancestralidade comum com os grupos assimilados, como o caso da germanização ocorrida na Alemanha Nazista.

### Nacionalismo étnico e discriminação
Em 2018, Tendayi Achiume, Relatora Especial das Nações Unidas para o racismo, publicou um relatório que indica que “mais de 75% das populações apátridas conhecidas no mundo pertencem a grupos minoritários" e destaca o papel do nacionalismo étnico na privação de direitos de cidadania ao redor do mundo. No relatório, reforça-se que as leis internacionais de direitos humanos proíbem a discriminação de não-cidadãos por parte dos cidadãos baseado em sua raça, descendência e origem étnica ou nacional. Achiume ressalta também o papel de leis que restringem o direito ao casamento, em especial quando estas leis são relativas a certos grupos nacionais, religiosos, étnicos ou raciais, apontando que “comumente são utilizadas por estados para preservar noções de “pureza” étnica, racial ou nacional”. Ainda, afirmou que políticas etnonacionalistas são “o mais óbvio fator de discriminação racial nas leis de cidadania e imigração", impulsionado por líderes populistas que definem nações "em termos de supostos laços sanguíneos e etnia". Durante os séculos XIX e XX, potências europeias utilizaram o nacionalismo étnico como justificativa para barrar o direito à cidadania por cidadãos vindos das colônias, e na Europa, judeus e a população roma foram excluídos do direito à cidadania pelos mesmos termos.

## Conflito étnico
O conflito étnico é baseado em identidades nacionais definidas segundo parâmetros étnicos estabelecidos em uma sociedade. Como apontado por Florian Bieber, grande parte dos conflitos tem múltiplas causas e continua por uma diferentes razões, sendo o etnonacionalismo apenas um desses motivos.
Para elucidar a discussão de etnonacionalismo, podemos partir do exemplo dos movimentos de libertação colonial da Angola, a União Nacional para Independência Total da Angola (UNITA) e o Movimento Popular Libertação de Angola (MPLA). A guerra de libertação angolana é marcada evidentemente pela dimensão ideológica que estava em jogo no contexto da Guerra Fria, dos quais os grupos na disputa, que eram apoiados pela União Soviética ou pelos Estados Unidos, almejavam o governo nascente no país, Bieber vai demonstrar a dimensão etnonacional a partir do fato de que o líder do UNITA era de etnia ovimbundu, a maioria étnica de Angola, enquanto a base de recrutamento do MPLA adivinha da região em torno de Luanda e vinham dos ambundu. Dessa forma, a conotação étnica servia tanto para recrutamento quanto para a marginalização da outra etnia. Assim, percebe-se que, conforme o autor, em uma guerra por motivos de conflitos étnicos, o nacionalismo étnico não precisa ser nem o único elemento e nem o elemento principal. A etnicidade precisa ser aproveitada politicamente, já que ela não existe em um vácuo social e nem se impõe como a fonte do conflito.

## Exemplos de nacionalismos étnicos
- Albânia
- Alemanha nazista
- Bósnia e Herzegovina
- Conflito de Ruanda
- Hungria
- Israel - Palestina
- Kosovo
- Myanmar - Rohingya
- Nacionalismo curdo
- Nacionalismo hindu
- Nacionalismo sérvio
- Nacionalismo turco